# Gerulfing

Armoiries de la maison de Hollande.

La dynastie Gerulfing, également connue comme la maison de Hollande, est la première famille des comtes en Frise occidentale, de Hollande et de Zélande. Elle est issue de la dynastie des Folcwalding et plus précisément du roi Poppo Ier de Frise[réf. nécessaire].
Le nom de cette dynastie vient de celui de son fondateur Gerulf l'Ancien (mort après 839), comte de Kennemerland, possiblement un descendant du roi Radbod Ier de Frise. Elle a pris fin avec la mort de Jean Ier de Hollande en 1299. La dynastie continua pendant encore un siècle grâce à une branche cadette, issue de Thierry VI, qui régna sur le comté de Bentheim jusqu'à la mort du dernier comte en 1421.
Les Gerulfing ont donné un roi des Romains en Guillaume Ier (1227-1256) ainsi qu'une reine de France, Berthe de Hollande (morte en 1094), la femme répudiée de Philippe Ier de France.